# Racuchy

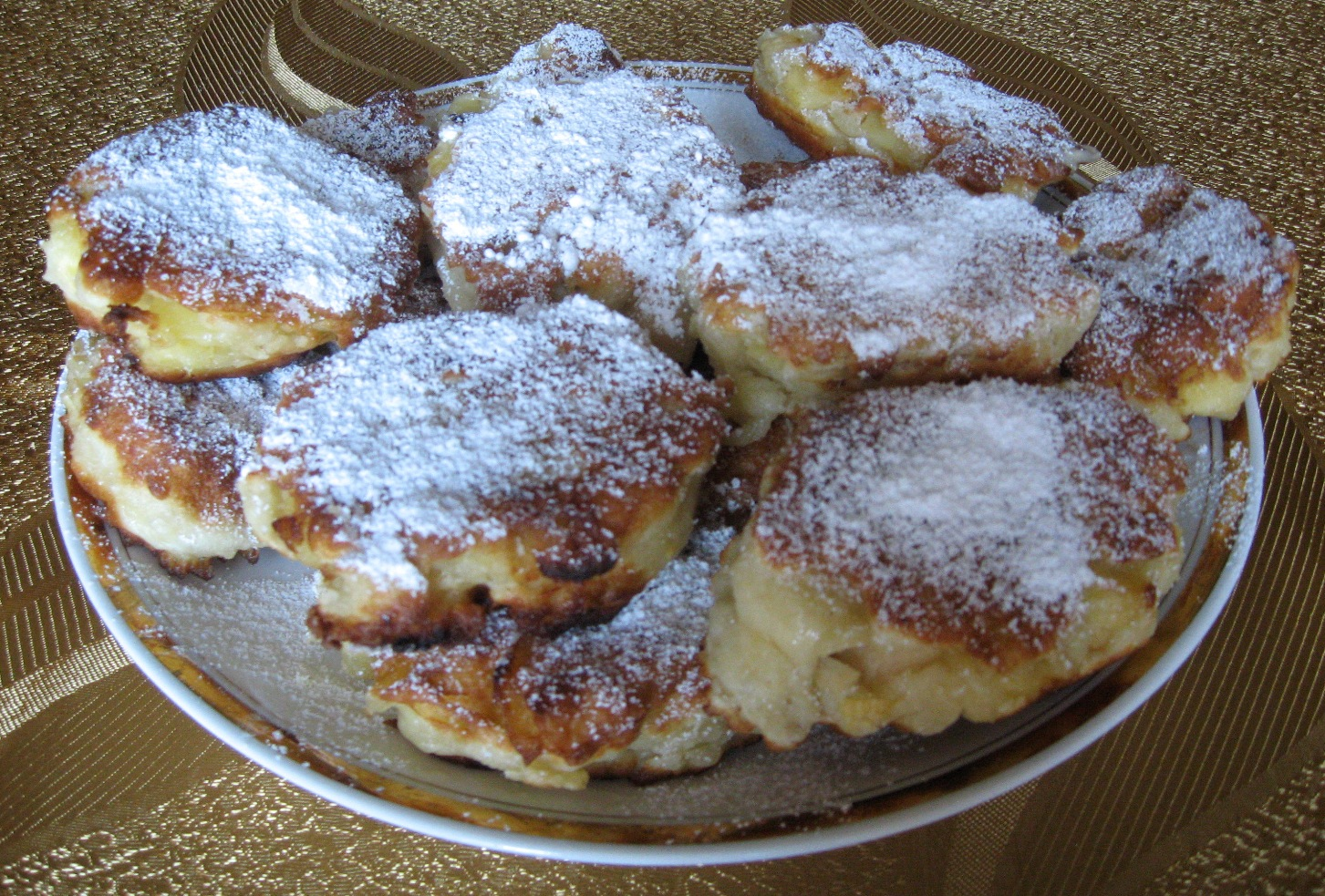
Racuchy

Racuchy – w kuchni polskiej, nieduże, smażone na złoty kolor pulchne placuszki sporządzone na bazie mąki, płynu (wody, mleka, mleka zsiadłego, kefiru lub maślanki), jaj oraz spulchniaczy (drożdży, proszku do pieczenia, sody oczyszczonej, rzadziej piany ubitej z białek jaj).

## Specyfika i różnice regionalne

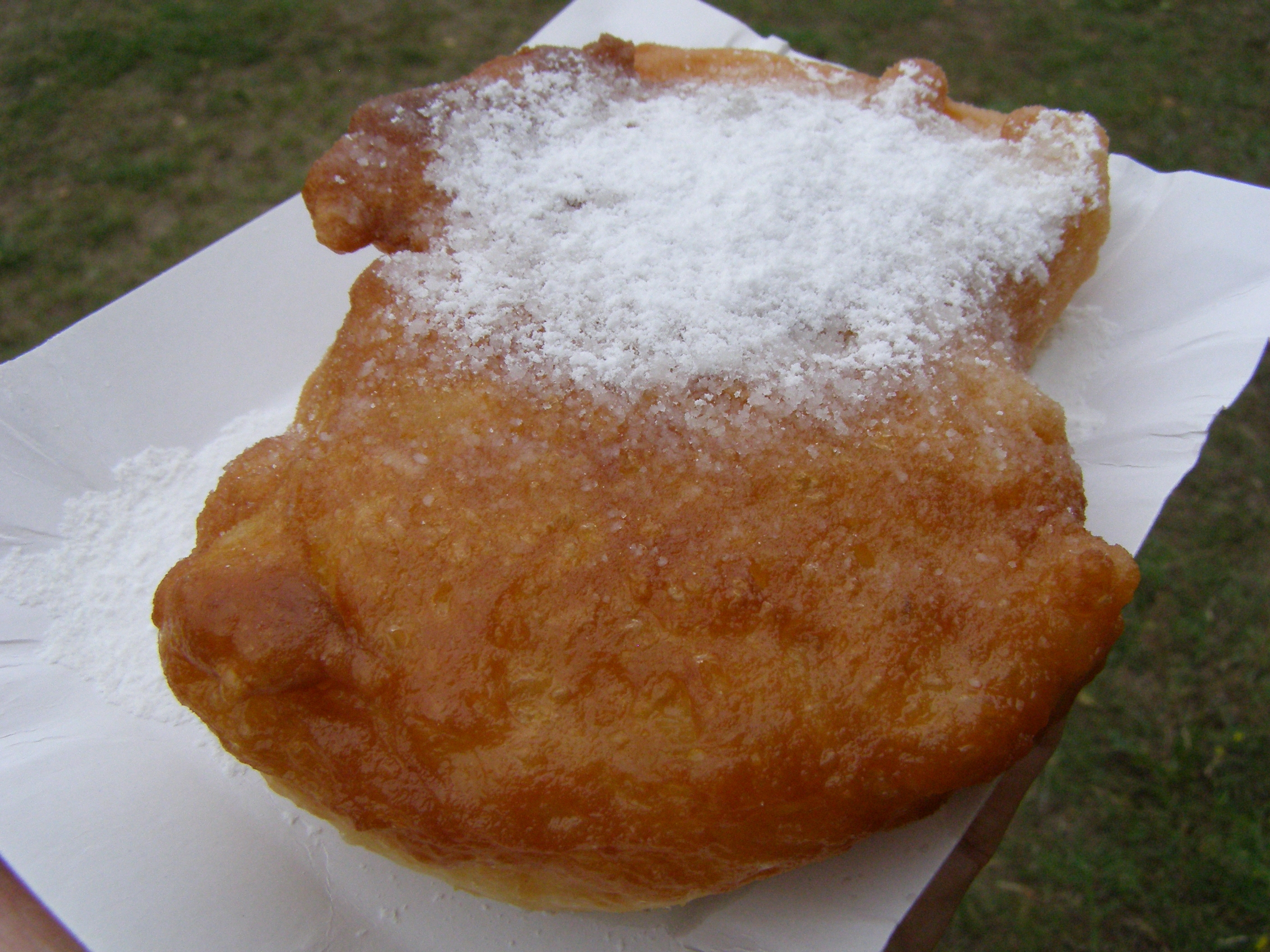
Ruchanka kaszubska

Potrawa tradycyjna w kuchni polskiej. Typowe racuchy są niewielkimi placuszkami z jabłkiem krojonym lub startym na tarce (czasem z dodatkiem cynamonu), albo z rabarbarem lub śliwkami. Istnieją też wariacje bardziej dla obszaru Polski egzotyczne – z bananem lub bakaliami. Podawane na słodko, posypane cukrem pudrem lub ze śmietaną, ewentualnie z marmoladą. Na Podlasiu podawane są podczas wieczerzy wigilijnej.
Zobacz też: ruchanki, ruchańce drożdżowe.

## Racuchy ziemniaczane
Innym wariantem są racuchy ziemniaczane – sporządzane na bazie ugotowanych i przetartych ziemniaków, jaj (białka ubija się na pianę), cukru, niewielkiej ilości śmietany oraz masła. Tradycyjnie smażone na smalcu, racuszki ziemniaczane posypuje się cukrem kryształem i podaje osobno z młodą kwaśną śmietaną.